# Fadogia stenophylla
Fadogia stenophylla är en måreväxtart som beskrevs av Friedrich Welwitsch och William Philip Hiern. Fadogia stenophylla ingår i släktet Fadogia och familjen måreväxter.

## Underarter
Arten delas in i följande underarter:
- F. s. odorata
- F. s. stenophylla